# ميشيل كوي
ميشيل كوي (بالإنجليزية: Michelle Coy)‏ هي متزلجة جماعية بريطانية، ولدت في 22 نوفمبر 1971 في باث في المملكة المتحدة.

## وصلات خارجية
- ميشيل كوي على موقع IBSF (الإنجليزية)
- ميشيل كوي على موقع أوليمبيديا (الإنجليزية)
- ميشيل كوي على موقع اللجنة الأولمبية البريطانية (الإنجليزية)